# Misanteca appelii
Misanteca appelii là loài thực vật có hoa trong họ Nguyệt quế. Loài này được (Mez) Lundell miêu tả khoa học đầu tiên năm 1969.